# برجستگی توپوگرافی
برجستگی (ارتفاع نسبی)، (به انگلیسی: Topographic Prominence)، کمیتی است که برای نشان‌دادن برجستگی نسبی قله‌ها در که مکان‌نگاری مورد استفاده قرار می‌گیرد.

## تعریف
بر اساس قرارداد، ارتفاع نسبی قلهٔ اورست، به عنوان بلندترین قلهٔ زمین، برابر با ارتفاع این قله از سطح دریا در نظر گرفته می‌شود. به جز این مورد خاص، تعریف‌های مختلفی برای ارتفاع نسبی مورد استفاده قرار می‌گیرد که همه معادلند:
- ارتفاع نسبی یک قله، ارتفاع آن قله نسبت به کم‌ارتفاع‌ترین منحنی تراز احاطه‌کنندهٔ آن است به گونه‌ای که آن منحنی تراز قلهٔ بلندتری را احاطه نکرده باشد.
- اگر ارتفاع نسبی یک قله، P متر باشد، برای رسیدن از آن قله به هر عارضهٔ بلندتر، لازم است ابتدا حداقل P متر ارتفاع کم کرد.
- بر روی هر خط الرأس پیوند دهندهٔ قله به هر عارضهٔ بلندتر، نقطهٔ با کمینهٔ ارتفاع، زین‌اسبی یا گردنه نامیده می‌شود. گردنهٔ کلیدی، به صورت بلندترین این گردنه‌ها در بین همهٔ خط الرأس‌های پیوند دهنده تعریف می‌شود. ارتفاع نسبی قله، اختلاف ارتفاع قله با گردنهٔ کلیدی است.
- اگر فرض شود که سطح دریا به حدی بالا بیاید که قلهٔ مورد نظر، بلندترین نقطه بر روی یک جزیره باشد، ارتفاع نسبی قله، ارتفاع آن جزیرهٔ فرضی خواهد بود. گردنهٔ کلیدی، آخرین باریکه خاکی خواهد بود که قبل از به زیر آب رفتن، جزیره را به یک جزیرهٔ بلندتر متصل خواهد کرد درست قبل از آنکه آن‌ها از هم بگسلند.

## کاربرد در کوهنوردی
ارتفاع نسبی قله‌ها، در کوهنوردی به عنوان معیاری برای اهمیت یک قله مورد توجه‌است. قله‌های با ارتفاع نسبی کم، یا قله‌ای فرعی برای یک قلهٔ بلندترند یا قله‌هایی غیر مستقل. قله‌هایی با ارتفاع نسبی زیاد، بلندترین نقطه در محدوده‌ای نسبتاً وسیع هستند و از دوردست‌ها قابل رؤیتند. برای مثال، کی۲، (با ارتفاع ۸٬۶۱۱ متر و ارتفاع نسبی ۴٬۰۱۷ متر) دومین قلهٔ بلند زمین است؛ در حالی که قلهٔ جنوبی اورست (یک قلهٔ فرعی نزدیک قلهٔ اورست) با ارتفاع ۸٬۷۴۹ متر و ارتفاع نسبی حدود ۱۱ متر، یک زیرقله از قلهٔ اصلی اورست در نظر گرفته می‌شود. (تنها قله‌هایی با ارتفاع نسبی کافی، به عنوان کوه مستقل در نظر گرفته می‌شوند.)
همچنین ارتفاع نسبی مناسب‌ترین معیار برای در نظر گرفتن یک بلندی به عنوان یک کوه مستقل است. در هر لیستی که برای کوه‌ها و قله‌ها تهیه می‌شود، یک مقدار حداقل ارتفاع نسبی لازم برای وارد کردن قله‌ها در لیست در نظر گرفته می‌شود و قله‌هایی با ارتفاع نسبی کمتر به عنوان قلهٔ مستقل در نظر گرفته نمی‌شود.